# Svarttjärnen (Arvidsjaurs socken, Lappland, 729137-166923)
Svarttjärnen är en sjö i Arvidsjaurs kommun i Lappland och ingår i Åbyälvens huvudavrinningsområde.